# The Cat and the Canary (pièce de théâtre)
Pour les articles homonymes, voir The Cat and the Canary.
The Cat and the Canary est une pièce de théâtre en quatre actes écrite par John Willard en 1921 et jouée la première fois à Broadway (New York) le 7 février 1922. Archétype des œuvres à la maison hantée, la pièce est adaptée de nombreuses fois au cinéma, notamment en 1927, 1930, 1939 et en 1979.

## Résumé
Cyrus West, un millionnaire excentrique, ressent que les membres de sa famille sont comme des chats qui le regardent comme s'il était un impuissant canari prêt à être dévoré. Il rédige un testament qui ne sera lu que vingt ans après sa mort et par lequel il invite ses héritiers à se rendre dans son ancienne maison familiale, le manoir Glencliff, sur l'Hudson, devenue un effrayant et sinistre manoir hanté.
Selon sa volonté, son unique héritier sera son parent le plus éloigné mais portant toujours le nom de West et à condition qu'il soit juridiquement sain d'esprit. Pendant la nuit, la santé mentale d'Annabelle West, une jeune femme fragile appelée à être cette héritière, est remise en question.

## Production originale
- Théâtre : National Theatre à Broadway[1]

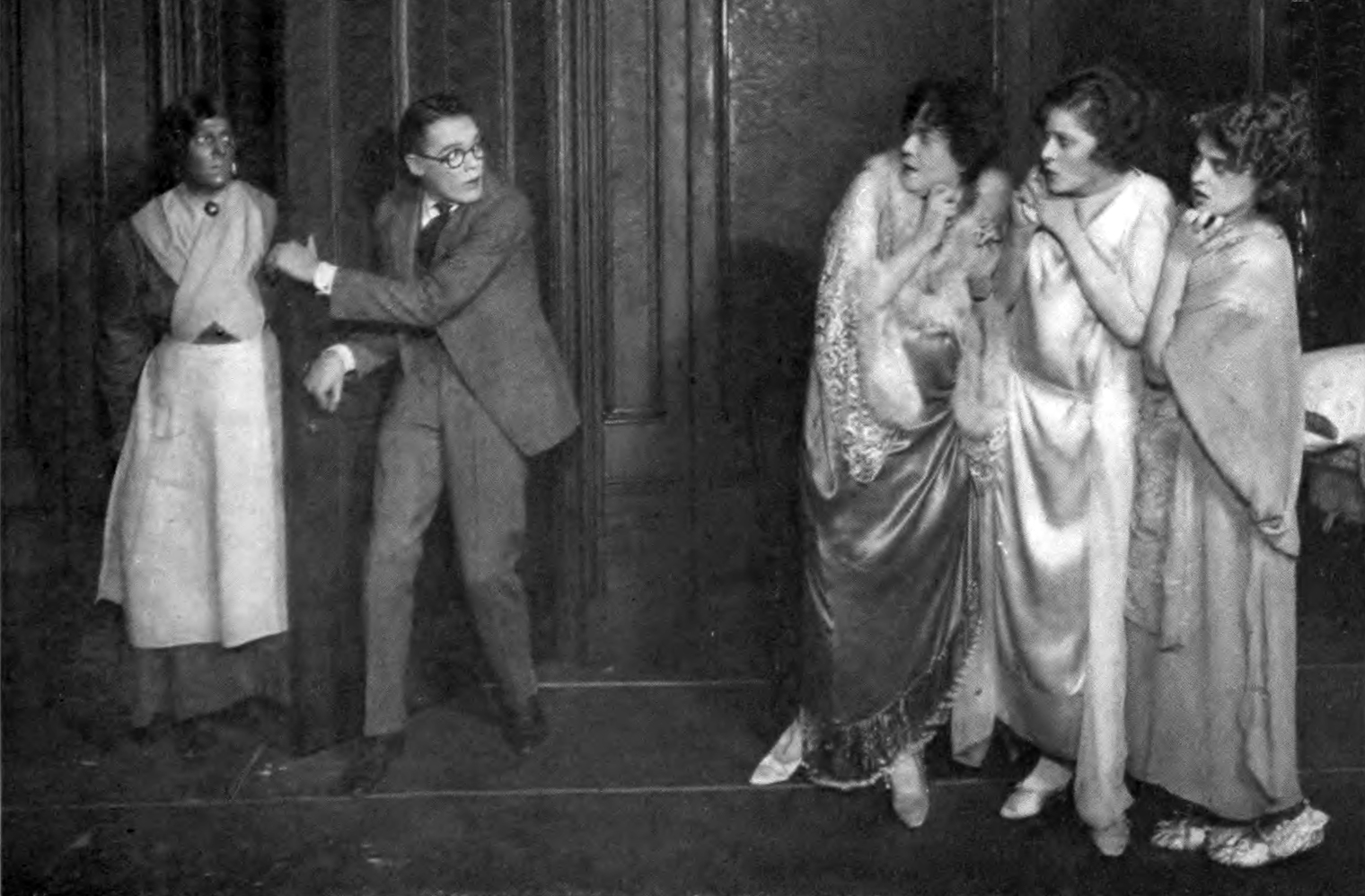
De gauche à droite : Blanche Friderici, Henry Hull, Beth Franklyn, Jane Warrington et Florence Eldridge dans The Cat and the Canary

- Mise en scène : Ira Hards
- Scénographie : Ashmead Scott
- Dates : 7 février 1922 à mai 1922
- Représentations : 148

## Distribution originale
- Florence Eldridge : Annabelle West
- Edmund Elton : Hendricks
- Beth Franklin : Susan Sillsby
- Blanche Friderici : "Mammy" Pleasant
- Henry Hull : Paul Jones
- Ryder Keane : Charles Wilder
- Percy Moore : Roger Crosby
- Harry D. Southard : Patterson
- Jane Warrington : Cicely Young
- John Willard : Harry Blythe

## Adaptations cinématographiques
Voir l'article « The Cat and the Canary ».